# Влада місяця (фільм)
«Влада місяця» (англ. Moonstruck) — американський комедійний художній фільм 1987 року з Шер і Ніколасом Кейджем у головних ролях, знятий режисером Норманом Джуїсоном на кіностудії «Metro-Goldwyn-Mayer».

## Сюжет
Лоретта Касторіні, яка овдовіла, погоджується одружитися з Джонні Каммарері, якого вона не любить, але поважає. Перед весіллям Джонні вирушає відвідати свою вмираючу матір, а Лоретта тим часом знайомиться з його молодшим братом Ронні. Брат давно затаїв злобу на Джонні за нещасний випадок, у якому він втратив руку, і можливо тому вирішує відбити його наречену. А Лоретта, намагаючись зберегти вірність нареченому, намагається уникнути спокуси, але не може протистояти чарам ексцентричного і життєрадісного Ронні.

## У ролях
- Шер — Лоретта Касторіні
- Вінсент Гарденія — Космо
- Олімпія Дукакіс — Роуз Касторіні
- Ніколас Кейдж — Ронні Каммарері
- Денні Аєлло — Джонні Каммарері
- Джулі Бовассо — епізод
- Джон Махоні — епізод
- Аніта Джиллєтт — епізод
- Нада Деспотович — епізод
- Джо Гріфасі — епізод
- Джина Деанджеліс — епізод
- Робін Бартлетт — епізод
- Хелен Ханфт — епізод
- Девід С. Ховард — епізод
- Роберт Вейл — епізод
- Емі Акіно — епізод
- Тоні Азіто — епізод
- Френк Джіо — епізод
- Енн Макдонаф — епізод
- Джон Крістофер Джонс — епізод
- Ніколас Паско — епізод
- Аль Терріен — епізод
- Луїс Ді Б'янко — епізод
- Томмі Холліс — епізод
- Меттью Маєрс — епізод
- Мімі Чеккіні — епізод
- Тім Кеттінг — епізод
- Кетрін Скорсезе — епізод
- Сінтія Дейл — епізод
- Бетті Орсатті — епізод
- Федір Шаляпін — старий
- Леонардо Чіміно — епізод
- Девід Джардіна — епізод
- Пола Труман — епізод

## Знімальна група
- Режисер — Норман Джуїсон
- Сценарист — Джон Патрік Шанлі
- Оператор — Девід Воткін
- Композитор — Дік Хімен
- Продюсери — Норман Джуїсон, Бонні Палеф, Петрік Дж. Палмер